# Muchachitas
Muchachitas (no Brasil, Garotas Bonitas, e em Portugal, Sonhos de Mulher ) é uma telenovela juvenil mexicana produzida pela Televisa e exibida entre 24 de junho de 1991 e 27 de março de 1992, substituindo Alcanzar una estrella II e sendo substituída por Baila conmigo. 
Foi protagonizada por Cecilia Tijerina, Tiaré Scanda, Kate del Castillo e Emma Laura, antagonizada por Alejandro Camacho, Pilar Pellicer, Karen Sentíes e Kenia Gascón, com a atuação estrelar da grande atriz Laura León.
No Brasil, a trama foi exibida pelo SBT, entre 2 de março e 31 de maio de 1993, em 65 capítulos, com o tema de abertura "Amiga", interpretado pela cantora e apresentadora Eliana, às 20h45. E pela TLN entre 13 de junho e 2 de dezembro de 2011, em 2013 e 2022.

## Sinopse

### Primeira Fase
Quatro garotas de mundos e vidas diferentes entrelaçam seus caminhos quando resolvem entrar para a (no Brasil) "Academia de Artes" (no México, T.A.E.S, "Taller de Artes Escénicas"): as duas primeiras são Mônica e Elena. Mônica é rica e mimada, tem tudo o que quer, porém é boa e compreensiva. Seus problemas são sua vida amorosa, que é vigiada rigorosamente por seu pai, que a trata como uma garota de 7 anos de idade e a proíbe de praticamente tudo: isso a faz rebelde para com seu pai, que também não a deixa estudar teatro, pois ela quer ser atriz. Este sonho é alimentado por sua tia Martha, que é mãe de seu primo Frederico, um assassino e estuprador de meninas que segue o mau exemplo da mãe. Mal sabem ela e seus pais que esta perversa mulher de passado sangrento e obscuro cobiça a fortuna total da família apenas para ela e seu filho, e vai tentar de tudo para destruir a própria família, começando pela inocente sobrinha que é um alvo fácil.
Elena é o completo oposto de Mônica, sempre viveu na periferia com seus pais e trabalha em empregos pequenos e diferentes para poder sustentar sua mãe Ester, que também trabalha para pagar as contas de casa. Seu pai Pepe é um homem sem escrúpulos, que anda de bar em bar bebendo e chega a bater em sua esposa: para beber e jogar com os amigos, rouba o suado dinheiro de sua filha e esposa. Elena também ambiciona ser atriz e guarda seu dinheiro para poder entrar para a academia de artes, mas não é incentivada por ninguém pois seu pai não a ama e sua mãe acha que os pobres tem chances quase nulas de viver bem (Elena não sabe que Ester no passado já tentou ser atriz na mesma academia de artes). Apesar disso ela não desiste e segue em frente; um dia ela vai até o portão da escola e conhece Mônica, as duas logo se simpatizam e criam uma pequena amizade, que com o tempo irá se tornar em um sentimento indestrutível.
Mônica namora Roger, um jovem que mora no mesmo lugar que Elena: ele é um bandido e traficante de drogas que mente para Mônica dizendo ter um emprego. Seu objetivo é roubar todo o dinheiro que puder da garota ingênua, porém a mesma se sente confusa pois também se sente atraída por Rodrigo, que é filho de um dos sócios das redes de supermercados de seu pai Guilherme. Elena também se apaixona por Rodrigo: como Mônica já está namorando, deixa o caminho livre para a amiga, mas Rodrigo sofre pois ama mesmo Mônica. O pior de tudo é que Frederico o ambicioso primo de Mônica o joga injustamente na cadeia após armar uma armadilha provando falsamente que Rodrigo pratica espionagem industrial, seu objetivo é o mesmo que o da sua mãe de tomar a fortuna do tio e ajuda sua mãe em tudo e ele matará todos em seu caminho se achar necessário como fazia sua mãe anos atrás e sua marca registrada é deixar um carrinho com o alvo, o problema é que o brinquedo contém uma bomba dentro e explode por contagem regressiva, essas misteriosas mortes despertaram a atenção da polícia que logo fazem de tudo para encontrar o "Maníaco dos Carros".
Isabel a terceira garota é uma amiga de longa data de Mônica que volta de uma viagem em Houston, seu pai Alfredo é médico e sua mãe Andreia a despreza e tem problemas de saúde, Isabel almeja ser bailarina profissional e também pretende entrar na academia e logo vira amiga de Elena também, em um dia terrível sua mãe morre e apesar de seu desprezo Isabel a amava muito e supera o fato com a ajuda de seu pai e suas amigas, ela começa a namorar com seu primo distante Pedro pois ele é da confiança de seu pai porém o rapaz é um machista delinquente e pouco a pouco a garota sofrerá as consequências e perceberá o erro porém tarde demais.
A quarta e última garota, Letícia, é uma jovem de classe média que vive com seu pai Pancho e sua mãe Esperança; a garota é inteligente e usa isso para passar por cima dos outros pois quer ascender socialmente, também é muito sensual e uma isso como vantagem sobre os homens, ela também quer entrar na academia para ser uma artista versátil nos ramos de atuação canto e dança. ela conhece as outras garotas e não simpatiza com Elena de primeira mas depois de algumas confusões se esclarecerem as quatro se unem definitivamente, Letícia conhece Frederico por intermédio de Mônica e começa a ser propositalmente a amante dele pois o mesmo já namora com Margarida uma jovem rica, bonita e fina que sonha em ser atriz porém a mesma é egoísta, mimada e maquiavélica. Letícia arma um plano e faz todos acreditarem que ela se casou legalmente com Frederico e a história cria um alvoroço, e a mesma se sente péssima pois começa um relacionamento de amor sincero com Joaquim um dos professores de dança da academia de artes que conheceu na inscrição das vagas, mas a mentira logo é descoberta e ela é logo descartada e se torna uma das piores inimigas de Frederico, Margarida e Martha pelas humilhações que sofreu depois que descobriram que ela é de classe média e pela mentira do casamento e a jovem quase vai presa. depois de tantos acontecimentos a academia de artes finalmente abre suas portas e todos estão ansiosos para começarem seus estudos porém Margarida e Frederico juram vingança contra as garotas bonitas (Mônica por ser a herdeira da família, Elena por ser pobre e rebelde, Isabel simplesmente por ser amiga de Mônica e Letícia por ter causado tanta confusão) e contaram com a ajuda de sua amiga Renata, outra garota rica, caprichosa e fútil.

### Segunda Fase
A academia de artes se torna um lugar desafiador para as quatro jovens, não só por conta dos testes de canto, dança e atuação que exigem obediência rigorosa das lições, mas também pelas armações que Margarida e sua amiga Renata aprontam com as jovens. sempre sabotando suas apresentações e outros tipos de testes, algumas armadilhas são descobertas a tempo, algumas são pagas com alguma brincadeira de mal gosto idealizada geralmente por Letícia que adora provocar as rivais, e nem todas foram denunciadas à professora Carmem Marquéz que também é diretora da oficina de artes.
Além desses problemas há também a vida amorosa das garotas que fica conturbada quando Margarida (também a mando de Frederico) finge se envolver seriamente com Joaquim para provocar Letícia, Mônica começa a desconfiar do suposto "emprego" de seu namorado Roger, Isabel se separa definitivamente de seu namorado e primo distante Pedro por este ser imaturo, caprichoso e inconsequente; e Elena fica arrasada depois que Rodrigo vai para a cadeia e apesar de ser inocente ela não acredita nele e se separa, entre tantas intrigas e confusões estas quatro garotas acharão a saída de tantos problemas através da amizade, amor, inteligência e diversão.

### Terceira Fase
Depois das férias de meio de ano acontecem duas coisas, a primeira é que depois da insistência dos alunos a oficina agora tem aulas para modelos e humoristas, e a segunda é que novas garotas bonitas entram na academia de artes com sonhos distintos e relações amorosas que passarão por dificuldades, as mesmas se tornarão amigas das primeiras protagonistas e inimigas mortais de Frederico e Margarida, a primeira é Paola uma menina rica sustentada pelo pai que se sente fútil em não fazer nada para dar sentido em sua vida e por não se dar bem nos estudos, então decide ajudar os necessitados e consegue colocar na academia uma jovem pobre chamada Gloria pagando vários meses adiantados de sua inscrição na escola, Gloria quer ser cantora, as duas logo virão amigas e Paola pensa em ser modelo e se inscreve também.
A terceira nova garota é Lucia uma garota rica porém prudente e determinada que também pretende ser cantora e se inscreve na academia, e logo conhece Roger que depois de terminar com Mônica a seduz com o mesmo objetivo de antes porém desta vez ele se apaixona de verdade e pensa em confessar a verdade.
E a última garota é Cláudia, ela é irmã de Margarida e no meio do ano voltou de uma viagem de Paris e veio morar com a irmã, no começo ela combina com sua irmã de destruir as garotas bonitas fingindo ser amiga das mesmas e se infiltrar em seu grupo para contar seus planos a Frederico, Renata e Margarida porém depois de um tempo ela percebe que sua amizade com suas "inimigas" era verdadeira enquanto sua irmã e Renata a desprezavam parcialmente, isso fez a garota repensar e então se arrependeu, contou toda a verdade para suas vítimas e foi perdoada tornando-se inimiga de sua própria irmã e de seu cunhado. ela se muda para um apartamento onde mora sozinha e se torna amiga das outras garotas porém passa mais tempo com Gloria, Lucia e Paola.
Depois de um tempo se descobre que as mães das primeiras garotas bonitas e a professora das mesmas se conheceram em suas juventudes e tentaram seguir os mesmos sonhos e então as filhas reconstroem as amizades entre suas mães.
Além das garotas novos garotos surgem na história para amar as protagonistas, o primeiro é Vítor que se apaixona por Isabel e os dois começam um caso, o jovem pretende ser ator. e o outro é Maurício que é um policial que persegue Frederico depois que Rodrigo sai da cadeia e começa a namorar Mônica, o policial desconfia muito do assassino e Elena se apaixona por ele e aos poucos ele por ela.
As viagens, passeios baladas desses jovens dominados pela felicidade também se tornam o centro da terceira temporada da trama.

### Quarta Fase
Frederico tem todos os seus crimes de roubo, assassinato e estupro descobertos e pede ajuda a sua mãe mas ela não quer se comprometer e a própria denuncia o filho com medo de descobrirem seus crimes também, Margarida fica louca e Renata morre acidentalmente, Frederico ataca as quatro garotas bonitas deixando Elena em coma e estupra Isabel, com Mônica e Letícia seus ataques foram fracassados e então foge da polícia se escondendo em lugares diferentes, e para surpresa de todos o filho de Gloria é resultado de um estupro de Frederico que ela sofreu no passado então ela herda a fortuna do maníaco.
Todos os protagonistas se formam na academia de artes e serão encaminhados para empregos diferentes patrocinados pela Televisa apenas Elena começará mais tarde se sobreviver do coma. Frederico sequestra as garotas e as fazem de reféns porém Letícia atira nele com a própria pistola do sequestrador e pensa que ele morreu, Paola, Mônica, Letícia, Isabel e Gloria vão para a cadeia por assassinato (ninguém conta quem atirou no vilão para proteger uma à outra) mas Frederico ainda não morreu e os médicos esperam ele acordar para registrar queixa, porém quando o mesmo se recupera ele foge do hospital com medo de ser preso e se esconde em um caixão com um galão de oxigênio para poder respirar depois que o caixão for transportado para longe, mas ele não percebe que foi enterrado vivo e se da conta muito tarde, morre asfixiado e a polícia o acha e descobre suas mentiras, sua mãe Martha é descoberta e é condenada a prisão perpétua.
Como Frederico não morreu em consequência das balas disparadas por Letícia todas as garotas são libertadas e Elena acorda do coma, sendo assim todas realizam seus sonhos e vivem bem amorosamente sendo assim felizes, ricas e famosas para sempre.

## Perfil dos Personagens
Letícia Bustamante (Kate del Castillo)
É a mais problemática das garotas bonitas, é pobre e finge ser rica com medo de que suas amigas a desprezem e até arranja problemas com Elena no início mas quando Mónica e Isabel deixam claro que não tem preconceitos tudo se concerta mas mesmo assim Letícia não muda o seu jeito travesso  e bem humorado de ser aliás é a mais saidinha das garotas bonitas sempre dando em cima dos homens com suas roupas justas e apertadas  para conseguir o que quer e fazê-los de bobos.
Isabel Flores (Emma Laura)
É a mais prudente das garotas bonitas tem uma inteligência extraordinária e corre atrás de seus sonhos de ser bailarina, é estudiosa, calma e sensata mas vê seus sonhos destruídos quando sua mãe morre de uma insuficiência cardíaca.
Elena Olivares (Tiaré Scanda)
É a mais pobre das garotas bonitas, trabalha em vários bicos para sustentar sua mãe já que seu pai é um alcoólatra, tem muita experiência de vida, é realista e vivida.
Mónica Sanchez Zuñiga (Cecilia Tijerina)
É a mais inocente das garotas bonitas apesar de ser rica, seu pai a trata como uma menina indefesa e sofre as provocações de Frederico e Margarida em sua própria casa, seu sonho é ser atriz.
Frederico Cantú (Alejandro Camacho)
É o primo mais velho de Mónica e grande vilão da trama é um egoísta que só pensa em si mesmo e em mais ninguém, traia sua namorada Margarida com Letícia e tenta reconquistá-la apesar de se odiarem.
Margarida Vilasseñor (Kenia Gascón)
É a grande vilã da trama, na oficina de artes sempre atrapalhava a vida das garotas bonitas a mando de Frederico, é fresca e mimada, de todas as 4 ela odeia profundamente Letícia por ser amante de seu namorado no passado, e ao longo da trama levará boas surras de Letícia.

## Elenco

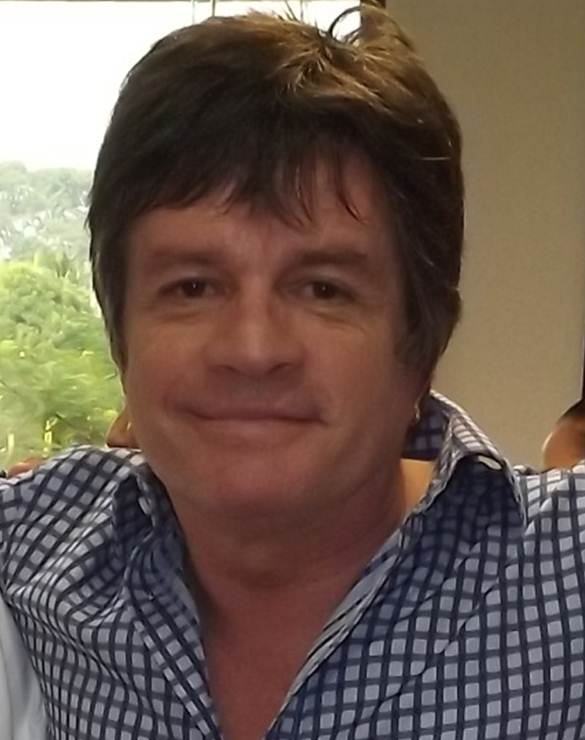
Alejandro Camacho interpretou o serial killer Frederico

| Ator                    | Personagem                     | Fase         | 1   | 2      | 3      | 4   |
| ----------------------- | ------------------------------ | ------------ | --- | ------ | ------ | --- |
| Alejandro Camacho       | Federico Cantú Sánchez-Zuñiga  | Presente em: | Sim | Sim    | Sim    | Sim |
| Kate del Castillo       | Letícia Bustamante Ortega      | Presente em: | Sim | Sim    | Sim    | Sim |
| Tiaré Scanda            | Elena Olivares Pérez           | Presente em: | Sim | Sim    | Sim    | Sim |
| Cecilia Tijerina        | Mónica Sánchez-Zuñiga          | Presente em: | Sim | Sim    | Sim    | Sim |
| Emma Laura              | Isabel Flores Escalona         | Presente em: | Sim | Sim    | Sim    | Sim |
| Laura León              | Esther Pérez de Olivares       | Presente em: | Sim | Sim    | Sim    | Sim |
| Jorge Lavat             | Guillermo Sánchez-Zuñiga       | Presente em: | Sim | Sim    | Não    | Não |
| July Furlong            | Verónica de Sánchez-Zuñiga #1  | Presente em: | Sim | Sim    | Sim    | Sim |
| Tina Romero             | Verônica de Sánchez-Zuñiga #2  | Presente em: | Sim | Sim    | Sim    | Sim |
| Pilar Pellicer          | Martha Sánchez-Zuñiga de Cantú | Presente em: | Sim | Sim    | Sim    | Sim |
| María Rojo              | Esperanza Ortega de Bustamante | Presente em: | Sim | Sim    | Sim    | Sim |
| Armando de Pascual      | Pancho Bustamante              | Presente em: | Sim | Sim    | Sim    | Sim |
| Carlos Cardan           | José Roberto "Pepe" Olivares   | Presente em: | Sim | Sim    | Sim    | Não |
| Antonio Medellín        | Alfredo Flores                 | Presente em: | Sim | Sim    | Sim    | Sim |
| Gabriela Araujo         | Carmen Marquéz                 | Presente em: | Sim | Sim    | Sim    | Sim |
| Diego Schoening         | Rodrigo Suaréz                 | Presente em: | Sim | Sim    | Sim    | Sim |
| Roberto Palazuelos      | Roger Guzmán                   | Presente em: | Sim | Sim    | Sim    | Sim |
| Ari Telch               | Joaquín Barbosa                | Presente em: | Sim | Sim    | Sim    | Sim |
| Arturo Alegro           | Héctor Suaréz                  | Presente em: | Sim | Sim    | Sim    | Sim |
| Sergio Klainer          | Alberto Barbosa                | Presente em: | Sim | Sim    | Sim    | Sim |
| Carlos Rotzinger        | Luis Villasseñor               | Presente em: | Sim | Sim    | Sim    | Sim |
| Ana María Aguirre       | Constanza de Villasseñor       | Presente em: | Sim | Sim    | Sim    | Sim |
| Ricardo Barona          | Abel Rodríguez                 | Presente em: | Não | Não    | Sim    | Sim |
| Carlos Miguel           | Óscar Luna                     | Presente em: | Não | Não    | Não    | Sim |
| Kenia Gascón            | Margarita Villasseñor          | Presente em: | Sim | Sim    | Sim    | Sim |
| Karen Sentíes           | Renata                         | Presente em: | Sim | Sim    | Sim    | Não |
| Lorena Herrera          | Claudia Villassñor             | Presente em: | Não | Não    | Sim    | Sim |
| Yolanda Ventura         | Gloria                         | Presente em: | Não | Não    | Sim    | Sim |
| Itatí Cantoral          | Lucía Aguilera                 | Presente em: | Não | Não    | Sim    | Sim |
| Lorena Tassinari        | Lorena Pons                    | Presente em: | Não | Não    | 1 Cap. | Não |
| José Flores             | Orlando Bermúdez "Fasolasi"    | Presente em: | Sim | Sim    | Sim    | Sim |
| Raúl Alberto            | Raúl Rodríguez                 | Presente em: | Sim | Sim    | Sim    | Sim |
| Charlie Massó           | Mauricio Ramos                 | Presente em: | Não | Não    | Sim    | Sim |
| Sergio Sendel           | Pedro Ortizoga Domínguez       | Presente em: | Sim | Sim    | Sim    | Sim |
| Héctor Soberón          | Víctor                         | Presente em: | Não | Não    | Sim    | Sim |
| José Luis Rojas         | Lic. Morgado                   | Presente em: | Não | Não    | Sim    | Sim |
| Guillermo Orea Jr.      | Ptolomeu                       | Presente em: | Sim | Não    | Não    | Não |
| Sergio Contreras        | Horácio                        | Presente em: | Sim | Sim    | Sim    | Não |
| Tere Salinas            | Paola                          | Presente em: | Não | Não    | Sim    | Sim |
| Marigel                 | Noemi                          | Presente em: | Sim | Não    | Não    | Sim |
| Mario Sauret            | Julio                          | Presente em: | Sim | Sim    | Sim    | Sim |
| Fernando Pinkus         | Delegado Azevedo               | Presente em: | Sim | Sim    | Sim    | Sim |
| Anahí                   | Betty Ortigoza                 | Presente em: | Sim | Sim    | Sim    | Sim |
| Vanessa Villela         | Andrea de Ortigoza             | Presente em: | Sim | Não    | Não    | Não |
| Luis Cárdenas           | Bernardo Trueba                | Presente em: | Sim | Sim    | Sim    | Não |
| Karina Castañeda        | Silvia Bustamante              | Presente em: | Não | Não    | Sim    | Sim |
| Gloria Izaguirre        | Laura                          | Presente em: | Não | Não    | Não    | Sim |
| María Prado             | Rosa Rodríguez                 | Presente em: | Sim | Sim    | Sim    | Sim |
| Mercedes Pascual        | Bertha                         | Presente em: | Sim | Sim    | Sim    | Sim |
| Amparo Garrido          | Aurora                         | Presente em: | Não | Não    | Sim    | Sim |
| Alejandro Villeli       | Don Lauro                      | Presente em: | Sim | Não    | Sim    | Sim |
| Manolita Saval          | Enriqueta                      | Presente em: | Não | Não    | Não    | Sim |
| Baltazar Oviedo         | Ángel Campos                   | Presente em: | Sim | Sim    | Sim    | Sim |
| Gustavo Aguilar Tejeda  | Abutre                         | Presente em: | Sim | Sim    | Sim    | Sim |
| Carlos Durán            | Delegado Paulo Ramos           | Presente em: | Sim | Não    | Não    | Não |
| Gilberto Compán         | Dr. Gomes                      | Presente em: | Sim | Não    | Não    | Não |
| Maria Dolores Oliva     | Augusta                        | Presente em: | Não | Não    | Não    | Sim |
| Gustavo Martínez Zárate | Jerônimo                       | Presente em: | Não | Não    | Não    | Sim |
| Teo Tapia               | Alexandre                      | Presente em: | Não | Sim    | Não    | Não |
| Rolando de Castro Jr.   | Leonardo                       | Presente em: | Não | Não    | Não    | Sim |
| José Pablo Minor        | Bebê                           | Presente em: | Não | 1 Cap. | Não    | Não |

## Exibição

### No Brasil
Foi exibida no Brasil pelo SBT de 2 de março a 31 de maio de 1993, em 78 capítulos, substituindo o seriado Grande Pai.
Foi exibida pela canal pago TLN Network de 13 de junho a 2 de dezembro de 2011, substituindo Amigas e Rivais e sendo substituída por Camila.
Foi exibida pela segunda vez pelo TLN Network de 2 de dezembro de 2013 a 23 de maio de 2014, substituindo Rosa Selvagem e sendo substituída por Feridas de Amor.
Foi exibida pela terceira vez pelo TLN Network de 31 de outubro de 2022 a 16 de abril de 2023, substituindo Vida Dupla e sendo substituída por Que te Perdoe Deus... Eu Não.

### Em Portugal
Foi exibida em Portugal pela RTP1 de 1 de maio a 11 de setembro de 1995.

## Curiosidades
- Tiaré Scanda teve que se ausentar das gravações nos últimos capítulos da trama, porém o produtor Emílio Larrosa se livrou do problema colocando na novela uma cena em que Elena é atacada por Frederico e acaba em coma dando sentido a sua falta, no último capítulo ela reapareceu nas gravações para que sua personagem acordasse do coma profundo e sobrevivesse.

- Uma novela de grande sucesso que iria ascender a carreira dos protagonistas, estranhamente as únicas que realmente triunfaram no mundo da televisão foram Kate del Castillo e Tiaré Scanda,Cecilia Tijerina muito conhecida nos Estados Unidos por atuar em vários filmes dos anos 90 teve que deixar a televisão para cuidar da família, e Emma Laura chegou a fazer alguns papéis e até interpretou Rosana a vilã da novela Marisol mas não teve tanto êxito quanto suas colegas.

- Aconteceu algo curioso em 2007, o remake de Garotas Bonitas: Muchachitas Como Tú ascendeu apenas a carreira das atrizes Ariadne Díaz e Gabriela Carrillo que interpretaram as mesmas personagens de Kate e Tiaré na versão original.

- Ao longo da trama (aproximadamente na terceira temporada) foram introduzidas novas garotas bonitas como protagonistas que foram: Itatí Cantoral(Lucia), Lorena Herrera(Claudia), Yolanda Ventura(Glória) e Tere Salinas(Paola); esta última sendo a mais inexpressiva de todas onde protagonizou uma cena absurda: mesmo sendo uma das protagonistas não conhecia direito as outras personagens e mesmo assim quando todas elas foram para cadeia acusadas de matarem Frederico, Paola também se comprometeu a assumir a culpa mutualmente para que todas protegessem umas as outras.

- O Tvy novelas do México premiou Tiaré Scanda como a mais cativante das personagens da trama, há quem diga que isso causou inveja nas outras garotas.

- O produtor Emilio Larrosa foi obrigado a esticar a novela, dando assim 4 fases todas com 50 capítulos cada uma, totalizando 200 capítulos ao todo.

- No Brasil a trama sofreu muitos cortes e foi exibida em apenas 68 capítulos, mas não foi por falta de audiência, os cortes ocorreram porque a trama se destinava ao público adolescente abordando os temas de sexo e estupro fazendo com que no seu país de origem fosse classificada para maiores de 14 anos e que fosse apresentada no horário nobre. já o SBT exibiu a trama no horário das 20h45 às 21h25 da noite e colocou a classificação livre tendo assim cenas fortíssimas graças á classificação.

- July Furlong pediu para sair da novela e foi substituída por Tina Romero, as duas interpretaram a personagem Verónica.
- Esta novela foi vendida para Portugal, e exibida na RTP1, de 1 de maio a 11 de setembro de 1995, no horário das 13:45, depois do Jornal da Tarde.

## Sucesso e Repercussão
O sucesso de Muchachitas foi notável, uma história cheia de viagens, baladas, aventuras e busca pela fama identificou muito os jovens da época, enredo inspirado na produção norte-americana Beverly Hills, 90210. A trama teve vários pontos altos como a atuação de Alejandro Camacho como vilão e o elenco inesquecível contendo Laura León, foi exibida em 100 países diferentes e em nenhum teve a audiência baixa, afetando até as tendências de moda da época.

## Prêmios e indicações

### Prêmio TVyNovelas de 1992
| Categoria                | Nomeado(a)         | Resultado |
| ------------------------ | ------------------ | --------- |
| Melhor Telenovela        | Emilio Larrosa     | Indicado  |
| Melhor Antagonista       | Alejandro Camacho  | Indicado  |
| Melhor Antagonista       | Kenia Gascón       | Indicado  |
| Revelação feminina       | Tiaré Scanda       | Venceu    |
| Melhor Atriz Juvenil     | Kate del Castillo  | Indicado  |
| Melhor Protagonista      | Ari Telch          | Indicado  |
| Melhor Ator Juvenil      | Roberto Palazuelos | Indicado  |
| Melhor Atriz co-estrelar | Laura León         | Venceu    |

## Versões
- A trama teve uma refilmagem em 2007, que é a novela Muchachitas Como Tú. Teve uma audiência desastrosa e marcou no ultimo capitulo uma média de 14 pontos.